# أحمد علي (موسيقار)
أحمد علي محمد(1915 - 16 أغسطس 2004) هو موسيقار وعازف كمان مصري راحل، كان مقيماً في الكويت، يرجع له فضل تأسيس وتلحين نشيد الكويت الوطني، وهو زوج المغنية بديعة صادق.

## حياته ونشأته
أحمد محمد علي من مواليد الاسكندرية سنة 1915، نشأ في بيئة دينية، أكمل الدارسة الإبتدائية عام 1928، حالت الظروف دون إستكمال دراستها في المدارس، فلجأ إلى التعليم الخارجي، ودرس الموسيقى على يد أساتذة المصريون والأجانب، حصل على شهادة في اليسانس في الموسيقى، من وزارة المعارف في مصر سنة 1938، وعمل عازفا بالفرق المصرية والأجنبية وفي فرقة الإذاعة المصرية عند تكونها سنة1957.
وعندما سافر للعمل في الكويت لحقت زوجتها بديعة صادق، ومعها أولادها الخمس (أحمد و طاهر و بديعه و ناصر و اسماعيل) وظل الجميع في الكويت.

## مسيرتها[2]
- عمل ملحن وعازف كمان وقائداً للفرقة الموسيقية ومسؤول عنها، بمحطة الشرق الادنى في «يافا» داخل فلسطين الانتدابية قبل سنة 1948.
- كان ملحنا في الإذاعة المصرية منذ الاربعينات من القرن العشرين، وهو من مؤسسي نقابة الموسيقيين المحترفين بالإسكندرية وعدة هيئات موسيقية.
- سافر إلى الكويت سنة 1959 واستقر فيها، وكان مجرد عازف كمان في فرقة الإذاعة الكويتية، وكان يرأس الفرقة آنذاك «نجيب رزق الله».
- يرجع إليه فضل إنشاء مكتبة التراث الشعبي بإذاعة الكويت سنة 1962، لتكون البداية الأولي لمكتبة التراث الموسيقي من نوعها تحت جناح المجلس الوطني للثقافة والفنون والآداب هي «مكتبة التراث الموسيقي» التي جرىت تطويرها سنة 1970، في عهد أحمد مشاري العدواني، والذي شغل منصب أمين عام المجلس الوطني للثقافة والفنون والآداب، حيث احتويت المكتبة الموسيقية على أكثر من ألفين وخمسمائة شريط تسجيل غنائي، وأكثر من ألف كتاب متخصص في الموسيقى العربية والتراث الكويتي، بالإضافة الى مجموعة كبيرة من أجهزة النقل والمونتاج وآلات موسيقية نادرة.
- له جهود واضحة في تطوير الموسيقي الكويتية لأكثر من عشرين لحنا من التراث القديم، وتوج عمله بالكتاب التي ألفها «الموسيقى والغناء في الكويت» سنة 1980، والذي نال الجائزة الاولى في التأليف عن الكويت من مؤسسة الكويت للتقدم العلمي ولايزال يدرس حتى اليوم وأسهم في العديد من المؤتمرات.
- وضع تصنيفا لأغاني الأطفال، ودون أكثر من تسعين أغنية شعبية للأطفال «تنويتا» موسيقي، وكتب في سنة 1984، وصنف أغاني المناسبات والأغاني البحرية ووضع أيضا تصنيفا خاصاً بالايقاعات والموسيقى.
- وكان آخر أعماله توزيع موسيقى اوركسترا للنشيد الكويت الوطني سنة 1978.
- بعد الغزو العراقي علي الكويت، سافر مع أسرته إلى القاهرة ورجع الى الكويت بعد التحرير حيث شغل منصب «محقق تراث» في ديوان ولي العهد الكويتي، ثم انتداب للمجلس الوطني للثقافة والفنون والآداب، وكانت صدمة الدمار الذي طال «المكتبة المركزية للدولة» التي أصبحت بعد ذلك «مكتبة الكويت الوطنية»، ولم تمنعه تلك الأحداث عن إعادة بناء مكتبة التراث الموسيقي، بما تبقى من جزء ضئيل من هذه المكتبة الموسيقية النادرة.

## جوائز
- حاز وسام المملكة التونسية مرتين سنة 1951 وسنة 1955.
- توج عمله بالكتاب التي ألفها «الموسيقى والغناء في الكويت» سنة 1980، والذي نال الجائزة الاولى في التأليف عن الكويت من مؤسسة الكويت للتقدم العلمي ولايزال يدرس حتى اليوم وأسهم في العديد من المؤتمرات.